# Museu de Imagens do Inconsciente
O Museu de Imagens do Inconsciente foi inaugurado em 20 de maio de 1952 no, até então, Centro Psiquiátrico Nacional, no bairro Engenho de Dentro no Rio de Janeiro, por iniciativa da psiquiatra Nise da Silveira. Hoje, ele abriga cerca de 350 mil obras de pacientes com transtornos mentais oriundos da arte-terapia aplicada pela doutora, uma das percursoras desse método de tratamento no Brasil e quem instalou a psicologia de Carl Jung na América Latina.

## Fundação
A origem do Museu de Imagens do Inconsciente remonta a história de Nise da Silveira. Contra os tratamentos invasivos e violentos vigentes na década de 1940 (eletrochoque, lobotomia, insulinoterapia), a psiquiatra exercia sua função conforme suas crenças de tratamento no Setor de Terapêutica Ocupacional e Reabilitação (STOR) do centro psiquiátrico. Ela assumiu o comando da área em 1946 e  fundou, em 9 de setembro de 1946, um ateliê de pintura e escultura em uma área administrativa não utilizada do complexo. Na ocasião o Centro Psiquiátrico possuía aproximadamente 1.500 internos, em sua maioria esquizofrênicos crônicos.
Com três meses de uso pelos pacientes, em 22 de dezembro do mesmo ano, o espaço abriu portas para sua primeira exposição. Nela, 35 pacientes tiveram suas obras exibidas — 20 deles eram adultos e 15 crianças. A mostra atraiu a atenção do Ministério da Educação, que cedeu espaço de sua sede para que as obras fossem exibidas para o público interessado. Dois meses depois, em 4 de fevereiro de 1947, de novo o Ministério abriu as portas para 245 trabalhos dos artistas de Nise. A mesma foi transferida para o Museu Nacional de Belas Artes posteriormente.
A terceira exposição do trabalho de terapia ocupacional dos pacientes do Centro Psiquiátrico Nacional aconteceu em 12 de outubro de 1949 e reuniu 149 obras no Museu de Arte Moderna de São Paulo. Essa também esteve presente no Salão Nobre da Câmara Municipal entre 25 de novembro de 1949 e 10 de janeiro de 1950.
E então, só em 20 de maio de 1952, foi inaugurado o Museu de Imagens do Inconsciente pelo então diretor do centro, o neurologista Paulo Elejade.
O museu é fundado com a finalidade de preservar os trabalhos produzidos nos ateliês, que servirão de base para uma maior compreensão dos pacientes. Assim, por meio desse museu, Nise da Silveira conseguiu levar as discussões do campo da saúde mental para toda a sociedade utilizando-se, principalmente, de várias exposições. A principal delas foi em Zurique, Suíça, em 1957 durante o II Congresso Mundial de Psiquiatria, que contou com a presença de Jung. Além dessa exposição, houve centenas em cidades brasileiras e no exterior.
Tratava-se de um “Museu Vivo”, pois, além dos trabalhos produzidos, abrigava também os criadores uma vez que dentro do museu havia um ateliê. O debate entre os críticos Mário Pedrosa e Quirino Campofiorito deu grande visibilidade ao museu. Aquele chamou a arte produzida no museu de "Arte Virgem" e este, de forma depreciativa, de “arte primitiva”. Entretanto, ambas acreditavam na relação existente entre arte e saúde mental.
O acervo do Museu conta com  obras de Adelina Gomes (1916–1984), Carlos Pertuis (1916–1977), Fernando Diniz (1918–1999), Emygdio de Barros (1895–1986) e Octávio Inácio, entre outros.
Por seu valor artístico e científico, foram tombadas pelo Iphan oito coleções individuais, uma coleção de seis autores e outras 53.133 obras.
Em 2015, o Museu de Imagens do Inconsciente contava com cerca de 360 mil obras, 127 mil delas tombadas pelo Instituto do Patrimônio Histórico e Artístico Nacional (Iphan). Hoje, o Museu é dirigido por Luiz Carlos Mello, que trabalhou lado a lado da psiquiatra durante 26 anos. Luiz Carlos também é autor do livro Nise da Silveira: caminhos de uma psiquiatra rebelde.

## Filmografia
Em 1989 foi lançado o filme Imagens do Inconsciente, de Leon Hirszman, que aborda  a vida de Adelina Gomes, Fernando Diniz e Carlos Pertuis, três pacientes do Centro Psiquiátrico Nacional.
Além desse, a história da fundação do Museu está contada no  brasileiro de longa metragem intitulado Nise: O Coração da Loucura, dirigido por Roberto Berliner. O filme foi resultado de 13 anos de ampla pesquisa, sendo baseado em um momento da vida da psiquiatra Nise da Silveira.

## Sociedade dos Amigos do Museu de Imagens do Inconsciente (SAMII)
Em 5 de dezembro de 1974, surge a Sociedade dos Amigos do Museu de Imagens do Inconsciente (SAMII),  entidade civil, sem fins lucrativos, cujo objetivo é dar suporte e difundir os trabalhos do Museu. A Sociedade promove eventos, palestras, encontros, além da produção de vídeos sobre as questões que permeiam o Museu.